# Szocialisták és Demokraták
A Szocialisták és Demokraták nevű pártot 2023-ban alapította Mesterházy Attila, az MSZP korábbi képviselője és egykori elnöke.

## Története
Mesterházy 2023. április 4-én egy Facebookon közreadott közleményében jelentette be, hogy kilép addigi pártjából és új pártot alapít Szakács László, korábbi szintén MSZP-s majd DK-s politikussal. A korábban az MSZP-ben politizáló politikus bejegyzésében hosszabban kritizálta korábbi pártját, mint amelyik képtelen a megújulásra, árnyéka önmagának, és nem tudta kihasználni a társadalom elégedetlenségéből fakadó megmozdulásokat sem. Szerinte azért van helye a pártjának, mert a DK egyedül nem tudja megszólítani az összes szociáldemokrata szavazót, a Fidesztől elforduló, korábban az MSZP-re voksolókat meg végképp nem. Ahogy fogalmazott, „nemzeti érdekeket és a realitásokat szem előtt tartó, karakteres és bátor szociáldemokrata politikát fognak képviselni.” A bejelentés előtti hetekben voltak jelek arra, hogy Mesterházy feltehetően pártalapításra készül, mert védjegy bejegyzését kezdeményezte „Szoc Dem – Szocialisták és Demokraták” megjelöléssel.
A későbbi években a párt nem fejtett ki számottevő közéleti tevékenységet; bejelentették, hogy a 2024-es önkormányzati választáson nem kívánnak indulni, de támogatni fogják az ellenzéki jelölteket és együttműködésre törekszenek. (Noha Karácsony Gergely főpolgármestert kritizálták a felújított Lánchídról kitiltott közforgalom miatt.) Az ugyanekkor tartott európai parlamenti választáson viszont szándékukban állt indulni, de ez végül elmaradt, ezért esélyük sem volt mandátumhoz jutniuk. Mesterházy később a 2024-es Bálványosi Szabadegyetem vendégeként is kritizálta a baloldalt, mint ami „összeomlott” az EU-választáson, ezért egy „bal blokk” létrehozását javasolta, ami szerinte megfelelő hitelességgel lenne képes képviselni a baloldali választókat.